# Северная (река, впадает в Таймыр)
Се́верная — река в России, протекает по территории Таймырского Долгано-Ненецкого района Красноярского края. Длина реки составляет 129 км. Площадь водосборного бассейна — 2070 км². 
Река берёт начало в горах Бырранга в восточной части полуострова Таймыр, к западу от верховий реки Нюнькаракутари, на высоте более 222 м над уровнем моря. Течёт преимущественно в южном направлении, отклоняясь то к западу, то к востоку. На берегах преобладает тундра. В среднем течении принимает сток из озера Ленточное через ручей Ленточный. Впадает в озеро Таймыр несколькими рукавами на отметке 5 м над уровнем моря. В нижнем течении ширина реки достигает 62 м при глубине 1,5 м. Скорость течения в низовьях — 1 м/с. Постоянные поселения на реке отсутствуют.

## Основные притоки
Указаны поименованные притоки длиной 30 км и более
| Название     | Расстояние от устья | Длина | Положение |
| ------------ | ------------------- | ----- | --------- |
| Соколиная    | 8                   | 43    | правый    |
| Неоднородная | 34                  | 42    | левый     |
| Круговая     | 69                  | 39    | левый     |

## Данные водного реестра
По данным государственного водного реестра России и геоинформационной системы водохозяйственного районирования территории РФ, подготовленной Федеральным агентством водных ресурсов:
- Бассейновый округ — Енисейский
- Речной бассейн — Нижняя Таймыра
- Речной подбассейн — нет
- Водохозяйственный участок — Нижняя Таймыра (включая озеро Таймыр) и другие реки бассейна Карского моря от западной границы бассейна реки Каменная до мыса Прончищева
- Код водного объекта — 17030000112116100140140